# Jesús de Chamberí
Jesús de Chamberí es el segundo álbum de estudio de la banda Mägo de Oz.
Este álbum fue lanzado con su nueva discográfica Locomotive Music, y con dos nuevos integrantes: José Andrëa como vocalista y Frank en la guitarra rítmica.
Este disco sería una ópera rock, donde nos contarían la historia de una segunda venida de Jesús al mundo, convirtiéndose así en el primer álbum conceptual de la banda. En este se ve el comienzo de la tendencia de la banda a criticar duramente a la Iglesia Católica.
Este álbum les ayudó a conseguir más fama en España, conteniendo famosas canciones como: Jesús de Chamberí, Hasta que tu Muerte nos Separe, El Cantar de la Luna Oscura, El Fin del Camino, entre otras.
La gira en torno a este disco fue llamada Via  Crusis Tour.

## Lista de canciones

### Edición original 1996
| CD  |                                                           |                   |          |  |
| N.º | Título                                                    | Música            | Duración |  |
| 1.  | «Génesis» (Intro)                                         | Mägo de Oz        | 1:04     |  |
| 2.  | «Jesús de Chamberí»                                       | Mägo de Oz        | 7:33     |  |
| 3.  | «El Ángel Caído»                                          | Mägo de Oz, Chema | 5:06     |  |
| 4.  | «Al-Mejandría»                                            | Mägo de Oz        | 3:46     |  |
| 5.  | «El Cuco y la Zíngara» (Instrumental)                     | Chema, Mägo de Oz | 4:06     |  |
| 6.  | «Hasta que tu Muerte nos Separe»                          | Mägo de Oz        | 5:41     |  |
| 7.  | «La Canción de Pedro»                                     | Mägo de Oz, Chema | 5:33     |  |
| 8.  | «Domingo de Gramos»                                       | Mägo de Oz        | 4:15     |  |
| 9.  | «Jiga Irlandesa» (Instrumental)                           | Tradicional       | 2:53     |  |
| 10. | «El Cantar de la Luna Oscura»                             | Chema, Mägo de Oz | 5:23     |  |
| 11. | «Judas»                                                   | Mägo de Oz        | 4:57     |  |
| 12. | «La Última cena»                                          | Mägo de Oz        | 3:50     |  |
| 13. | «Czardas» (Instrumental, Cover: Czardas - Vittorio Monti) | Monti             | 4:29     |  |
| 14. | «El Fin del Camino»                                       | Mägo de Oz, Chema | 8:53     |  |

### Reedición 2004
| CD 1 |                                       |          |  |
| N.º  | Título                                | Duración |  |
| 1.   | «Génesis» (Intro)                     | 1:04     |  |
| 2.   | «Jesús de Chamberí»                   | 7:33     |  |
| 3.   | «El Ángel Caído»                      | 5:06     |  |
| 4.   | «Al-Mejandría»                        | 3:46     |  |
| 5.   | «El Cuco y la Zíngara» (Instrumental) | 4:06     |  |
| 6.   | «Hasta que tu Muerte nos Separe»      | 5:41     |  |
| 7.   | «La Canción de Pedro»                 | 5:33     |  |
| 8.   | «Domingo de Gramos»                   | 4:15     |  |
| 9.   | «Jiga Irlandesa» (Instrumental)       | 2:53     |  |
| 10.  | «El Cantar de la Luna Oscura»         | 5:23     |  |
| 11.  | «Judas»                               | 4:57     |  |
| 12.  | «La Última cena»                      | 3:50     |  |
| 13.  | «Czardas» (Instrumental)              | 4:29     |  |
| 14.  | «El Fin del Camino»                   | 8:53     |  |

| CD 2 |                                  |                 |          |  |
| N.º  | Título                           | Disco original  | Duración |  |
| 1.   | «El Fin del Camino»              | A Costa da Rock |          |  |
| 2.   | «Hasta que tu Muerte nos Separe» | Fölktergeist    |          |  |
| 3.   | «Jesús de Chamberí»              | A Costa da Rock |          |  |

### Edición deluxe 2006
| CD  |                                       |          |  |
| N.º | Título                                | Duración |  |
| 1.  | «Génesis» (Intro)                     | 1:04     |  |
| 2.  | «Jesús de Chamberí»                   | 7:33     |  |
| 3.  | «El Ángel Caído»                      | 5:06     |  |
| 4.  | «Al-Mejandría»                        | 3:46     |  |
| 5.  | «El Cuco y la Zíngara» (Instrumental) | 4:06     |  |
| 6.  | «Hasta que tu Muerte nos Separe»      | 5:41     |  |
| 7.  | «La Canción de Pedro»                 | 5:33     |  |
| 8.  | «Domingo de Gramos»                   | 4:15     |  |
| 9.  | «Jiga Irlandesa» (Instrumental)       | 2:53     |  |
| 10. | «El Cantar de la Luna Oscura»         | 5:23     |  |
| 11. | «Judas»                               | 4:57     |  |
| 12. | «La Última cena»                      | 3:50     |  |
| 13. | «Czardas» (Instrumental)              | 4:29     |  |
| 14. | «El Fin del Camino»                   | 8:53     |  |

| DVD |                                                   |                 |          |  |
| N.º | Título                                            | Disco original  | Duración |  |
| 1.  | «Jesús de Chamberí»                               | A Costa da Rock | 7:22     |  |
| 2.  | «Hasta que tu Muerte nos Separe»                  | Videoclip       | 5:40     |  |
| 3.  | «El Fin del Camino»                               | A Costa da Rock | 8:38     |  |
| 4.  | «Sesión de fotos»                                 |                 |          |  |
| 5.  | «Dossier de prensa»                               |                 |          |  |
| 6.  | «Jesús de Chamberí (Álbum completo en audio 5.1)» |                 |          |  |
| 7.  | «Jesús de Chamberí»                               | A Costa da Rock | 7:22     |  |
| 8.  | «Hasta que tu Muerte nos Separe»                  | Fölktergeist    | 8:14     |  |
| 9.  | «El Fin del Camino»                               | A Costa da Rock | 8:38     |  |

## Ediciones
1996: Edición original en CD con formato jewel case, publicado por Locomotive Music
2003: Edición no oficial en CD con formato jewel case, publicado por Russian pirate label
2004: Reedición de 2 CD con formato digipak, publicado por Locomotive Music
2006: Edición deluxe (no oficial) de CD + DVD, publicado por Locomotive Music                                  (Puesto: 72 )
2019: Reedición de CD con formato jewel case, publicado por Warner Music Spain (Puesto: 60 )
2019: Edición Vinilo + CD, publicado por Warner Music Spain

## Temática
En cuanto al estilo musical, este álbum es donde nacía poco a poco su peculiar estilo distintivo de folk metal combinando la música folk y celta con el heavy metal, pero predominando más el folk rock puesto que hay canciones de rock and roll y hard rock fusionadas con toques folk y celtas con un poco de influencia del country, además de que la banda sonora intro del álbum es de música góspel, género que desaparecería en el repertorio musical de la banda pero volvería a ver la luz en su álbum Gaia III: Atlantia.

## Intérpretes
- José Andrëa: voz, teclados y coros
- Txus: batería y coros
- Mohamed: violín y coros
- Carlitos: guitarra solista y coros
- Frank: guitarra rítmica, acústica y coros
- Salva: bajo y coros

### Colaboraciones
- Mariano Muniesa: voz en Génesis
- Tony del Corral: saxofón en "Al-Mejandría" y "Domingo de gramos"
- Ramón Maroto: trompeta en "Al-Mejandría" y "Domingo de gramos"
- Oscar Cuenca: trombón en "Al-Mejandría" y "Domingo de gramos"
- Sonia: solo de voz y coros en "Domingo de gramos", coros en "El fin del camino" y "El cantar de la luna oscura"
- Eva: castañuelas en "El cuco y la zíngara"
- Amalia: viola en "Jesús de Chamberí" y "Hasta que tu muerte nos separe"